# Suara
Suara すあら, født Akiko Tatsumi 巽 明子 (3. august 1979, Osaka- ), er en japansk sangerinde, der virker under pladeselskabet King Records. Suara har leveret sange til flere animefilm. Hendes navn "Suara" er afledt af det indonesiske ord for "stemme".
Suaras musikalske styrke ligger i den klare stemme, der formidler enkle, men iørefaldende melodier kombineret en enkle og vel afpassede musikalske akkompagnementer. 
Hendes to singler "Musōka" og "Hikari no Kisetsu" blev begge anvendt som åbningstemaer for henholdsvis anime-filmene Utawarerumono og Asatte no Hōkō. Hendes sang ""Kimi ga Tame" blev anvendt i 26. episode af Utawarerumono. Hendes sang "Tomoshibi" blev anvendt som sluttema i anime-filmen To Heart 2. 

## Diskografi
I oversigten er anført udgivelsesdato, titel og originaltitel.

### Albummer
- 17.09.2006 Yumeji (夢路)
- 27.08.2008 Taiyou to Tsuki (太陽と月)
- 19.08.2009 Kizuna (キズナ)
- 26.10.2011 "Karin" (花凛)

### Andre albummer
- 25.01.2006 Amane Uta (アマネウタ) (Mini-Album)
- 23.06.2010 Suara LIVE 2010 ~Utahajime~ (Suara LIVE 2010 ～歌始め～) (Live Album)
- 21.07.2010 Amane Uta (アマネウタ) (Reissue)

### Singler
- 25.11.2005 Hello
- 26.04.2006 Musouka (夢想歌)
- 25.10.2006 Hikari no Kisetsu (光の季節)
- 28.02.2007 Ichibanboshi (一番星)
- 24.10.2007 BLUE / Tsubomi -blue dreams- (BLUE / 蕾 -blue dreams-)
- 23.01.2008 Wasurenaide (忘れないで)
- 28.01.2009 Mai Ochiru Yuki no You ni (舞い落ちる雪のように)
- 22.04.2009 Free and Dream
- 10.06.2009 adamant faith
- 28.10.2009 Akai Ito (赤い糸)
- 07.03.2012 Niji Iro no Mirai (虹色の未来)

### DVD
- 28.11.2007 Suara LIVE TOUR 2007 ~Sekishun Souka~ (惜春奏歌)
- 06.09.2008 Suara LIVE 2008 ~Taiyou to Tsuki no Shirabe~ (太陽と月の調べ)
- 23.06.2010 Suara LIVE 2010 ~Utahajime~ (Suara LIVE 2010 ～歌始め～)